# 華アワセ
『華アワセ』（はなアワセ）は『B's-LOG』創刊10周年企画として制作された女性向けアドベンチャーゲームである。花札をモチーフとしている。

## ゲーム
- 2012年12月5日「蛟編」 ISBN 978-4047285439
- 2014年2月26日「姫空木編」 ISBN 978-4047294776
- 2015年8月19日「唐紅/うつつ編」 ISBN 978-4047330511
- 2019年11月22日発売「いろは編」（サウンドトラックCD付き）
- 2019年11月22日発売「全書」（サウンドトラックCD付き）

"本屋さんで買える本格乙女ゲーム"と謳われ、ゲーム付き書籍として売られているPCゲームである。ただし、「いろは編」と、全４シリーズ（蛟編・姫空木編・唐紅/うつつ編・いろは編）を収めた「全書」は、出版された書籍ではなく、株式会社ウーガから発売。

## ストーリー
"華札"を用いた札遊び、"華遷"。 
その特殊な"華"の力を引き出せるのは、一部の能力者"華咏"のみ。 
彼らの多くは男性であり、学園内でも随一の力を持つ5人は 
"五光（ごこう）"と呼ばれ、崇められている。 
本作は、稀有な才能・人材を輩出する華遷国立学園を舞台に繰り広げられる、 
"五光"を目指す男性たちと、彼らに身を捧げる乙女の物語である―― 
テーマは「甘く、激しく、苦しいほどの恋」。 
ひょんなことから華遷（かせん）国立学園に転入することになった主人公"みこと"。 学園に通う生徒たちは、最高の"華詠（かえい）"とそれに仕える"水妹（みなも）"になるために日々切磋琢磨している。 そんな中、主人公は自分が伝説の水妹、"泉姫（せんき）"の候補であると知らされる。 華遷を通して五光や周囲の人物と触れ合ううちに、主人公の能力も命（みこと）も覚醒していく。 華遷のパートナーとして、そして主人公自身のパートナーとして、惹かれ選んだ手の先に、はたして何が待っているのだろうか。 

## 登場人物
声はゲームとその関連作品の声優、演は舞台版の俳優。
みこと（名前変更可能）
声 - なし
本作の主人公。ある事件をきっかけに、華園へと編入する。器用ではないが物事にはまりやすい性格。“華遷”の世界を知り、没頭するようになる。趣味は料理と裁縫とカードゲーム。
作中ではナイスバディの美少女と描写されており、五光の唐紅に度々言い寄られている。また、水妹特有の異性を惹きつける誘い水を放っている。
水妹の中で最も強い力を持つ泉姫としての可能性を秘めている。一見大人びているが、親しい友達の前では年相応の女の子。幼少期は祖父のもとで暮らしていたせいか、若干古風なところがあり、お祖父ちゃんっ子。祖父が亡くなった後、両親と暮らしていたが中学の時に死別。以来一人暮らしをしている。
唐紅/うつつ編でストーリーの序幕で華園に関わる前は、父の母校である、公立の開闢高校に在学していることが明らかになる。以降、母と祖父が華園の卒業生であることも明かされた。

### 五光
いろは
声 - 寺島拓篤 / 演 - 中村誠治郎
色は匂へど 散りぬるを　我が世誰ぞ 常ならん　有為の奥山 境越えて　浅き夢見じ 酔ひもせず 
11月11日生まれのさそり座。O型。188cm。
華遷国立学園地仙組3年在藉。
学園随一の力を持つ華詠。選ばれし五光のひとりであり、憧れの的。全身から色気が漂い、視線を合わせるだけで相手を魅了してしまう。目に月を持っており、その威力は、周りにいた女性達を卒倒させるほど（ただし主人公と百歳には効かない。）。
ストイックで俗世間に関心が薄く、姫空木編では公衆の面前で平然と脱衣する等、常識に欠けた行動を取る。生活能力も低く、自室はひどく散らかっている。感情を表に出すことがほとんどない。大の甘党で、常にお菓子を持ち歩いている（本人曰く、甘味は効率が良いとの事。）。
泉姫の覚醒を望んでいる。そのためなら強引な手段をとることも厭わない危うい一面を持つ。
蛟(みずち)
声 - 福山潤 / 演 - 高木万平
恋しさや　思い弱ると ながむれば　いとど心をくだく月影 
4月20日生まれのおひつじ座。AB型。181cm。
華遷国立学園鴻鵠組2年在藉。
鴻鵠組に属する華詠であり、五光のひとり。生真面目で融通が利がない性格。情熱的な一面を持ち、惚れ込んだ相手にはとことん尽くすが、裏切り者には容赦せず、冷酷なまでに追い詰める。
代々神官を輩出してきた名家の御曹司。神経質で物事を折り目正しくしなければ我慢ができない面がある。姫空木とは同時期に五光となった間柄で、親友。 いろはを崇拝しており、彼の言うことを絶対とする反面、唐紅とは価値観の違いから反目しあっている。
左目には月を宿しているが、月の宿っていない右目眼帯を装着している。感情を抑えるために精神薬を飲んでいる。
不器用だが、誠実な人柄であるため鴻鵠組の水妹たちから尊敬を集めている。俗世間に疎く、女性と触れあったことがないため非常に初心。
唐紅/うつつ編では華園の交換学生として開闢高校に入って姫空木と出会うが、そこでも親友になる。
姫空木(ひめうつぎ)
声 - 立花慎之介 / 演 - 飯塚大夢
佐伯山 卯の花待ちし愛しきが　手をし取りてば 花は散るとも
3月3日生まれのうお座。A型。178cm。
華遷国立学園月光組2年在藉。
月光組に属する華詠であり、五光のひとり。気さくな性格で、男女関係なく誰とでも仲良くなれる。自分より他人の気持ちを優先するところがあり、感情移入し過ぎてしまうことも......。
同じ五光である蛟とは親友の間柄。 高校2年生のときに華園へ編入。水の力を操れる。世慣れているせいか、恋愛事に慣れていない蛟に様々な助言をする。 中性的な顔立ちで、月光組の水妹からは「姫さま」と呼ばれ慕われている。 テニスが得意で、インターハイクラスの腕前を持つ。
姫空木編で、幼少の頃は北海道に住んでおり、母方の癸(みずのと)の血筋により、華遷で水妹のように水を操ることができる他、他者の魂を吸い取り身体から引き離す能力を持っていることが明らかになった。
その能力を幼い時分は上手く操作できず、実の両親も困惑していた。しかし、幼少の頃にジンジャーＴＶ局の社長にその能力を買われ、花神・末莉花の姉妹と共に養子として引き取られ、親元を離れた。その後、能力の暴走で末莉花の魂と器を別々にしてしまい、花神から末莉花の器探しを強いられては、度々折檻を受ける日々を送っていた。そのことにより、普段優しく振舞うことで上手く隠しているが、実は女性恐怖症である。
唐紅/うつつ編では華園には在学しておらず、開闢高校の２年生として登場。テニス部に所属しており、後輩達からは「姫先輩」と呼び慕われている。その容姿と人柄から全校生徒達の間で「開闢の王子」として男女問わず人気を博す。ショウと仲が良く、華園から交換学生として開闢に来た蛟とも親友になる。
唐紅(からくれない)
声 - 日野聡 / 演 - 根本正勝
ちはやふる　神代もきかず龍田川　からくれなゐに水くゝるとは 
7月25日生まれのしし座。B型。174cm。
華遷国立学園桜花組3年在藉。
桜花組に属する華詠であり、五光のひとり。戦いや血を好む、好戦的な性格。自信家で人を試すような態度をとる。何事においても自己中心的な考えを持ち、独占欲が強い。
素行は悪いが成績が優秀であるため学園側も注意することはせず、静観している。帝に仕える武官、寅家の御曹司で華園の理事長の金時花と阿波花とは遠縁にあたる。
家庭でのある出来事から料理を食べることができない。
華園にやってきたみことに興味を示す。女好きで破天荒な言動から敵も多いが、大変男気があり桜花組の水妹や使い手からはとても慕われている。
うつつに対して敵意を持っている。
うつつ
声 - 杉山紀彰
いきて、戻りて。　夢、うつつ 
173cm。
華遷国立学園鳳凰組3年在藉。
鳳凰組に属する華詠であり、五光のひとり。2年進級時に五光に選ばれるも、その行方不明となる。現在、彼のことを知る人は少なく、一切の素性が謎に包まれている。
蛟編と姫空木編では名前のみの登場。 唐紅/うつつ編では、彼と容姿がそっくりな桜花組の男子生徒・いめが登場する。
主人公への執着が人一倍強いが、その真意は不明。唐紅に対して敵意を持っている。

### 水妹
百歳(ももとせ)
声 - 水島大宙
九十九折り　恋ふるももとせに
9月15日生まれのおとめ座。O型。167cm。
華遷国立学園地仙組3年在藉。
華園一の力を持つ水妹で、いろはのパートナーを務める。生粋のお嬢様であるため、俗世間のことをほとんど知らない。
みことの寮の部屋を「実家で飼っている亀が住んでいるくらい小さい部屋」と発言していることから、一般人とはややズレたところがある。
初対面からみことを気に入り、みことのことを蛟編では「ミューズ」、姫空木編では「エンゼル」、唐紅/うつつ編では「ディアー」と呼び溺愛している。
葵
声 - 藤田咲
鴻鵠組の水妹。蛟編と姫空木編に登場。
蛟の従妹にあたり、蛟を「蛟兄様」と呼び、慕っている。ロングヘアのスレンダーな美人で、世間知らずのお嬢様。髪色は蛟や祖父と同色。
蛟編では突然外部から編入し、鴻鵠組で蛟の水妹となったみことに激しく嫉妬し、平手で顔を打つ程の敵対心を燃やすが、みことが蛟の水妹にならない姫空木編では彼女と友好的に接する。鴻鵠組の水妹から慕われている。
唐紅/うつつ編では疫病で物語開始前に死去しており、登場しない。
花神(かがみ)
声 - 代永翼
華遷国立学園月光組3年在藉。姫空木編より登場。男装の麗人。姫空木とは対照的に女性でありながら「王子様」として立ち振る舞う。
姫空木の水妹であり、ジン・ジャーTV局の社長令嬢。TV局の跡を継ぐため、学生の内からTV関係の仕事を引き受けている。実は養女で、姫空木と同じく北海道出身。実父からの虐待を経験しており、男性を愛せない。
とても視力が悪く、華遷の際には眼鏡を掛けている。話している関西弁はテレビに出ているお笑い芸人の口調をマネしているため、専らエセ。陽気で明るい性格で誰とでも仲良くなれる。
百歳とも仲が良く、彼女と一緒に華遷のルールやゲームシステムを教えてくれるナビゲーターを務める。末莉花とは姉妹関係。末莉花を溺愛しており、その望みとあらば、自分の喉を潰し、男性のような低い声にする程。末莉花が器を失う元凶となった姫空木を憎み、末莉花の新しい器探しを強いては度々折檻を加えていた。
唐紅/うつつ編では、月光組の五光として登場。
末莉花(まつりか)
　  声 - 五十嵐裕美
花神の妹。姫空木編より登場。一人称は「マリカ」。長い銀髪が特徴的な美少女。まだ力を制御できなかった、幼い頃の姫空木によって身体と魂を離されて魂だけの存在となり、器となる身体を探す。
唐紅/うつつ編では姫空木による事件が起こっておらず、実体を持ち、月光組の花神の水妹として登場。百歳を「モモチャマ」と呼び慕う。
大の男嫌い。しかし、『理想の王子様』への憧れはあり、姉妹の花神に「男であること」を強いる。

### 華遷国立学園
阿波花/金時花
声 - 豊永利行
5月23日生まれのふたご座。O型。150cm。
華園の理事長を勤める双子。見た目は幼いが、実年齢は60歳。主人公に数々の試練を与える。皇族であり、帝の親戚にあたる。
金時花(兄)は思いついたら後先考えずに行動する性格で失敗も多い。弟と比べて、子どもっぽく感情的な部分を見せる。肩のケープは赤、左目の下に泣き黒子がある。 天性の勘を持ち、肝心な時の決断はまかされている。紅（べに）という人間よりも大きい蝶を飼っており、恋人のように可愛がっている。 華園の蝶同好会「天鵞絨」の最高顧問。趣味は蝶の飼育／ねっとおーくしょん。好きな食べ物は甘い物（水仙まんじゅう）。嫌いな食べ物は辛い物。
阿波花(弟)は学園の経営を担当しており、生活能力が皆無な兄の面倒を見ている。たまに兄と入れ替わって遊んでいることも…。理性的な考え方を持つ。肩のケープは青、右目の下に泣き黒子がある。瑠璃（るり）という人間よりも大きい蝶を飼っており、恋人のように可愛がっている。華園の蝶同好会「天鵞絨」の最高顧問。 会員には熱狂的に崇拝されているが、謎が多く他の生徒には不気味に思われている。趣味は蝶の飼育／金時花の世話。好きな食べ物は甘い物（金時豆）。嫌いな食べ物は酸っぱい物。
斧定九郎
声 - 黒田崇矢 / 演 - 安居剣一郎
華遷国立学園華遷教師、43歳。
いつもけだるげな態度で、酒ばかり飲んでいる。仕事熱心なタイプではなく、何事も楽が一番と考えている。姫空木編の終盤である者の正体であることが明らかにされた。
唐紅/うつつ編では、広島県警刑事部の刑事として登場。
カラクリくん
声 - 逢坂良太
姫空木編に登場。斧定九郎の助手と名乗り、華園に棲みつく青年。言動が逐一怪しく、その正体は謎に包まれている。
泉流
声 - 津田健次郎
唐紅/うつつ編に登場。開闢高校の教師。実は既婚者で、本人について質問すると愛妻「みっちゃん」のことを惚気て話す。

### 五斗
チャリス
　五斗の幹部。カラクリくんの開発者。

コイン
声 - 鳥海浩輔 / 演 - 八木将康（劇団EXILE）
蛟編に登場。数斗（スート）のひとり。他人の感情を操る能力を持つ。
露吹
声 - 氷青
穢れを背負った水妹。五斗を慕い、彼のためならなんでもする。
姫空木編ではジン・ジャーTV局で働く売れないリポーターとしても登場。
唐紅/うつつ編では鳳凰組担任教師のほか、様々な立場で登場する。
玉虫/鈴虫
声 - 荻原秀樹
主人公を襲う仇花。水妹の露吹と組んでいることが多い。
姫空木編ではジン・ジャーTV局で働くADとしても登場。唐紅/うつつ編では唐紅の従者として登場している。
泉(ミナモト)/ソード
声 - 後藤邑子
唐紅/うつつ編に登場。数斗（スート）のひとりで女性。

### その他
ショウ
声 - 江口拓也
17歳。主人公を妹のように思っているが、密かにそれ以上の感情も抱いている。
アイ
声 - 青木紀子
16歳。イマドキの女子高生。明るく活発な性格で面倒見の良いお姉さん的存左。自称「恋愛体質」。蛟編では密かにショウに思いを寄せているが、唐紅/うつつ編では別に彼氏がおり、放課後にデートしている。
タネ/カス
百歳に仕える従者。常に二人一組で行動する。
紫苑(しおん)
演 - 橋本真一
舞台版のオリジナルキャラクター。

## 制作
- 『華アワセ』制作プロジェクト - 月に叢雲、花に風
- 『華アワセ』コンセプトデザイン・キャラクターデザイン原画 - 由良
- 主題歌 & キャラクターソング楽曲制作 - 伊藤賢治 / 西岡和哉
- WEBラジオ・主題歌 & キャラクターソング制作プロデューサー - 西川路健太
- オープニング映像監督 - 松根マサト

## 主題歌
（全歌：五光）
蛟編 主題歌「華アワセ」
楽曲制作 : 伊藤賢治
姫空木編 主題歌「月朧」
楽曲制作 : RYO:SUKE ( WING WORKS )/村田祐一
唐紅／うつつ編 主題歌 「乱レ桜」
楽曲制作 : RYO:SUKE (WING WORKS)/村田祐一

## メディアミックス

### Webラジオ
『Webラジオ 華アワセ』が、文化放送のAG-ON～A＆G On Demand～で2012年4月20日より開始。毎週金曜日に更新。
パーソナリティは寺島拓篤、立花慎之介。

### CD
DJCD
- WEBラジオ 華アワセ DJCD 第一巻（2012年8月10日発売）
- WEBラジオ 華アワセ DJCD 第二巻（2012年12月29日発売）

シチュエーエションCD
- 華アワセ カラクリ覗 シチュエーエションCD -蛟-（2013年2月22日発売）
- 華アワセ カラクリ巡 シチュエーエションCD -いろは・唐紅・姫空木-（2013年8月10日発売）
- 華アワセ カラクリ戻 シチュエーエションCD -姫空木-（2014年4月25日）

ヴォーカルCD
- 華アワセ　ヴォーカルCD　五光（2013年2月27日発売）
- 華アワセ-姫空木編-ヴォーカルCD 望月（2014年2月26日発売）
- 華アワセ -唐紅/うつつ編- ヴォーカルCD 花嵐（2015年8月19日発売）

ドラマCD
- 華アワセ カラクリ祈 ドラマCD -うつつ-（2016年5月20日発売）

### 書籍
ビジュアルファンブック
- 華アワセ 公式ビジュアルファンブック（2013年10月2日発売、ISBN 978-4047291843）
- 華アワセ 姫空木編 絢-アヤ-（2014年7月2日発売、ISBN 978-4047297500）
- 華アワセ 唐紅/うつつ編 紲-キズナ-（2016年3月19日発売、ISBN 978-4047331297）

ストーリー集
- 華アワセ 總-アヲイロノキヌ-（2014年3月20日発売、ISBN 978-4047294790）
- 華アワセ 瀝-アメカゼノヲト-（2016年4月2日発売、ISBN 978-4047330528）

SDキャラ本
- 華アワセ ちびごこうといっしょ!（2014年11月20日、ISBN 978-4047299603）

### 舞台
『舞台華アワセ ～based on 「華アワセ 蛟編」～』が、天王洲 銀河劇場で2014年1月21日より2014年1月26日まで公演。舞台はオリジナルストーリーで、女性キャストはおらず、学園の女子は全員みそぎに出かけているといて留守、というところから始まる。DVD化されている。
- キャスト

#登場人物を参照。
- スタッフ
  - 脚本 - ますもとたくや
  - 演出 - 西森英行

## コラボレーション
スイーツパラダイスとのコラボレーションカフェが2019年11月1日～2019年12月1日にかけて、上野ABAB店（東京）、クレフィ三宮店（兵庫）、四条河原町店（京都）の3店舗で同時に催された。